# Cristiano Carlo di Schleswig-Holstein-Sonderburg-Plön-Norburg
Duca Cristiano Carlo di Schleswig-Holstein-Sonderburg-Plön-Norburg (Magdeburgo, 20 agosto 1674 – Sønderborg, 23 maggio 1706) era un ufficiale dell'esercito brandeburghese-prussiano.

## Vita
Cristiano Carlo era il più giovane dei figli maschi del Duca Augusto di Schleswig-Holstein-Sonderburg-Plön-Norburg e di Elisabetta Carlotta di Anhalt-Harzgerode. Perseguì una carriera come ufficiale nell'esercito del Brandeburgo-Prussia e fu promosso a colonnello il 30 novembre 1697. Il 14 gennaio 1705, fu promosso a maggior generale.
Dopo la morte di suo padre, il Duca Augusto, e l'ascesa al potere di suo fratello Gioacchino Federico nel 1699, Cristiano Carlo ricevette solo un paréage, composto da ex domini di suo zio il duca Bernardo di Schleswig-Holstein-Sonderburg-Plön: ossia Søbygård e Gottesgabe, sull'isola di Ærø.
Cristiano Carlo morì di vaiolo nel 1706. Fu inizialmente sepolto a Norburg. Quando suo figlio, Federico Carlo, diventò Duca di Schleswig-Holstein-Sonderburg-Plön dopo una lunga disputa per la successione, il suo corpo fu trasferito nella cripta ducale a Plön.

### Matrimonio e figli
Cristiano Carlo sposò a Groß-Umstadt il 20 febbraio 1702, Dorothea Christina von Aichelberg (23 gennaio 1674 – 22 giugno 1762), figlia del balivo a Norburg, Johann Franz von Aichelberg. Il matrimonio morganatico e segretamente contratto portò ad un accordo con il regnante fratello in cui Cristiano Carlo rinunciava diritti principeschi per i suoi discendenti e adottava il nome di famiglia "von Karlstein". Tuttavia, il figlio Federico Carlo avrebbe ereditato lo Schleswig-Holstein-Sonderburg-Plön nel 1722, quando Gioacchino Federico morì senza un erede maschio.
La coppia ebbe tre figli:
- Carlotta Amalia (1703 - morì da bambina)
- Guglielmina Augusta (1704–1749), sposò nel 1731 Conrad Detlev of Reventlow, il maggiore dei figli maschi di Christian Detlev Reventlow
- Federico Carlo di Schleswig-Holstein-Sonderburg-Plön (1706–1761)

## Ascendenza
|                                                                       |                                              |                                                      | Genitori                                        |  |  | Nonni |  |  | Bisnonni                                         |  |  | Trisnonni                          |  |
|                                                                       |                                              |                                                      |                                                 |  |  |       |  |  | 8. Johann, duca di Schleswig-Holstein-Sonderburg |  |  | 16. Christian III, re di Danimarca |  |
|                                                                       |                                              |                                                      |                                                 |  |  |       |  |  | 8. Johann, duca di Schleswig-Holstein-Sonderburg |  |  | 16. Christian III, re di Danimarca |  |
|                                                                       |                                              | 17. Dorothea von Sachsen-Lauenburg                   |                                                 |  |  |       |  |  | 8. Johann, duca di Schleswig-Holstein-Sonderburg |  |  |                                    |  |
| 4. Joachim Ernst, duca di Schleswig-Holstein-Sonderburg-Plön          |                                              |                                                      |                                                 |  |  |       |  |  | 8. Johann, duca di Schleswig-Holstein-Sonderburg |  |  |                                    |  |
|                                                                       |                                              | 9. Agnes Hedwig von Anhalt                           | 18. Joachim Ernst, principe di Anhalt           |  |  |       |  |  |                                                  |  |  |                                    |  |
|                                                                       |                                              | 9. Agnes Hedwig von Anhalt                           | 18. Joachim Ernst, principe di Anhalt           |  |  |       |  |  |                                                  |  |  |                                    |  |
|                                                                       |                                              | 9. Agnes Hedwig von Anhalt                           | 19. Eleonore von Württemberg                    |  |  |       |  |  |                                                  |  |  |                                    |  |
| 2. August, duca di Schleswig-Holstein-Sonderburg-Norburg-Plön         |                                              | 9. Agnes Hedwig von Anhalt                           |                                                 |  |  |       |  |  |                                                  |  |  |                                    |  |
|                                                                       |                                              | 10. Johann Adolf, duca di Schleswig-Holstein-Gottorp | 20. Adolf I, duca di Schleswig-Holstein-Gottorp |  |  |       |  |  |                                                  |  |  |                                    |  |
|                                                                       |                                              | 10. Johann Adolf, duca di Schleswig-Holstein-Gottorp | 20. Adolf I, duca di Schleswig-Holstein-Gottorp |  |  |       |  |  |                                                  |  |  |                                    |  |
|                                                                       |                                              | 10. Johann Adolf, duca di Schleswig-Holstein-Gottorp | 21. Christine von Hessen                        |  |  |       |  |  |                                                  |  |  |                                    |  |
| 5. Dorothea Auguste von Schleswig-Holstein-Gottorf                    |                                              | 10. Johann Adolf, duca di Schleswig-Holstein-Gottorp |                                                 |  |  |       |  |  |                                                  |  |  |                                    |  |
|                                                                       |                                              | 11. Augusta af Danmark                               | 22. Frederik II, re di Danimarca                |  |  |       |  |  |                                                  |  |  |                                    |  |
|                                                                       |                                              | 11. Augusta af Danmark                               | 22. Frederik II, re di Danimarca                |  |  |       |  |  |                                                  |  |  |                                    |  |
|                                                                       |                                              | 11. Augusta af Danmark                               | 23. Sophie von Mecklenburg-Güstrow              |  |  |       |  |  |                                                  |  |  |                                    |  |
| 1. Christian Karl, duca di Schleswig-Holstein-Sonderburg-Plön-Norburg |                                              | 11. Augusta af Danmark                               |                                                 |  |  |       |  |  |                                                  |  |  |                                    |  |
|                                                                       | 12. Christian I, principe di Anhalt-Bernburg | 24. Joachim Ernst, principe di Anhalt (= 18)         |                                                 |  |  |       |  |  |                                                  |  |  |                                    |  |
|                                                                       | 12. Christian I, principe di Anhalt-Bernburg | 24. Joachim Ernst, principe di Anhalt (= 18)         |                                                 |  |  |       |  |  |                                                  |  |  |                                    |  |
|                                                                       | 12. Christian I, principe di Anhalt-Bernburg | 25. Agnes von Barby-Mühlingen                        |                                                 |  |  |       |  |  |                                                  |  |  |                                    |  |
| 6. Friedrich, principe di Anhalt-Harzgerode                           | 12. Christian I, principe di Anhalt-Bernburg |                                                      |                                                 |  |  |       |  |  |                                                  |  |  |                                    |  |
|                                                                       |                                              | 13. Anna von Bentheim-Tecklenburg                    | 26. Arnold III, conte di Bentheim-Tecklenburg   |  |  |       |  |  |                                                  |  |  |                                    |  |
|                                                                       |                                              | 13. Anna von Bentheim-Tecklenburg                    | 26. Arnold III, conte di Bentheim-Tecklenburg   |  |  |       |  |  |                                                  |  |  |                                    |  |
|                                                                       |                                              | 13. Anna von Bentheim-Tecklenburg                    | 27. Magdalena von Neuenahr-Alpen                |  |  |       |  |  |                                                  |  |  |                                    |  |
| 3. Elisabeth Charlotte von Anhalt-Harzgerode                          |                                              | 13. Anna von Bentheim-Tecklenburg                    |                                                 |  |  |       |  |  |                                                  |  |  |                                    |  |
|                                                                       |                                              | 14. Johann Ludwig, principe di Nassau-Hadamar        | 28. Johann VI, conte di Nassau-Dillenburg       |  |  |       |  |  |                                                  |  |  |                                    |  |
|                                                                       |                                              | 14. Johann Ludwig, principe di Nassau-Hadamar        | 28. Johann VI, conte di Nassau-Dillenburg       |  |  |       |  |  |                                                  |  |  |                                    |  |
|                                                                       |                                              | 14. Johann Ludwig, principe di Nassau-Hadamar        | 29. Johannetta von Sayn-Wittgenstein            |  |  |       |  |  |                                                  |  |  |                                    |  |
| 7. Johanna Elisabeth von Nassau-Hadamar                               |                                              | 14. Johann Ludwig, principe di Nassau-Hadamar        |                                                 |  |  |       |  |  |                                                  |  |  |                                    |  |
|                                                                       |                                              | 15. Ursula zur Lippe                                 | 30. Simon VI, conte di Lippe                    |  |  |       |  |  |                                                  |  |  |                                    |  |
|                                                                       |                                              | 15. Ursula zur Lippe                                 | 30. Simon VI, conte di Lippe                    |  |  |       |  |  |                                                  |  |  |                                    |  |
|                                                                       |                                              | 15. Ursula zur Lippe                                 | 31. Elisabeth von Schaumburg-Holstein           |  |  |       |  |  |                                                  |  |  |                                    |  |
|                                                                       |                                              | 15. Ursula zur Lippe                                 |                                                 |  |  |       |  |  |                                                  |  |  |                                    |  |

## Fonti
- Otto Hedicke, Geschichte des Infanterie-Regiments Herzog von Holstein (Holsteinsches) Nr. 85: Fortsetzung der ersten fünf Jahre des Holsteinschen Infanterie-Regiments Nr. 85, Berlin, E.S. Mittler und Sohn, 1891,  p. 47. URL consultato il 19 giugno 2011.